# Celebration (Kool & The Gang)
"Celebration" is een nummer van de Amerikaans band Kool & The Gang. Het nummer werd in oktober 1980 uitgebracht op het album Celebrate! en op single.

## Achtergrond
De plaat werd wereldwijd een hit en bereikte in thuisland de Verenigde Staten de nummer 1-positie in de Billboard Hot 100. Ook in Canada en Nieuw-Zeeland werd de nummer 1-positie bereikt. In Zuid-Afrika werd de 2e positie behaald, Duitsland  Ierland en Finland de 17e, Zwitserland de 6e, Frankrijk de 24e en in het Verenigd Koninkrijk de 7e positie in de UK Singles Chart.
In Nederland werd de plaat veel gedraaid op Hilversum 3 en werd een hit in de destijds drie landelijke hitlijsten op de nationale publieke popzender. De plaat bereikte de 2e positie in zowel de Nederlandse Top 40 als de Nationale Hitparade en de TROS Top 50.
. In de Europese hitlijst op Hilversum 3, de TROS Europarade, werd de 6e positie bereikt.
In België bereikte de plaat de 3e positie in de voorloper van de Vlaamse Ultratop 50 en de 2e positie in de Vlaamse Radio 2 Top 30. In Wallonië werd géén notering behaald.

## Ontstaan nummer
Op de hoes van "Celebration" staan alle leden van de band geaccrediteerd als zijnde schrijver. Ronald Bell, de saxofonist van de band, gaf in een interview in 2014 aan dat hij verantwoordelijk was voor het refrein van het lied. Hij schreef het nummer in een tijd dat hij zich bezighield met de studie van de Koran. Hij vertelde hier zelf over:

Ik was een passage aan het lezen waarin God Adam schiep. De engelen vierden dit en zongen met lof over deze gebeurtenis. Dat inspireerde me om de tekst 'Everyone around the world, come on, celebration' te schrijven.

Covers van "Celebration" zijn onder andere gemaakt door Kylie Minogue, Laura Pausini en DJ BoBo. Daarnaast deed Ross Geller in de serie Friends een poging om het lied op de doedelzak uit te voeren.

## Hitnoteringen

### Nederlandse Top 40
| Nummer | 15 | 10 | 3 | 3 | 2 | 2 | 2 | 7 | 11 | 19 | 38 | uit |

### NPO Radio 2 Top 2000
| Nummer met noteringen in de NPO Radio 2 Top 2000 | '99 | '00  | '01  | '02  | '03  | '04  |
| ------------------------------------------------ | --- | ---- | ---- | ---- | ---- | ---- |
| Celebration                                      | 800 | 1312 | 1238 | 1602 | 1557 | 1663 |

1. ↑  Een vetgedrukt getal geeft de hoogste notering aan.
2. ↑  Deze tabel is bijgewerkt tot en met de laatste editie (2024).